# Ходково-Залоґі
Ходково-Залоґі (пол. Chodkowo-Załogi) — село в Польщі, у гміні Плоняви-Брамура Маковського повіту Мазовецького воєводства.
Населення — 98 осіб (2011).
У 1975-1998 роках село належало до Остроленцького воєводства.

## Демографія
Демографічна структура станом на 31 березня 2011 року:
|          | Загалом | Допрацездатний вік | Працездатний вік | Постпрацездатний вік |
| -------- | ------- | ------------------ | ---------------- | -------------------- |
| Чоловіки | 50      | 10                 | 34               | 6                    |
| Жінки    | 48      | 5                  | 32               | 11                   |
| Разом    | 98      | 15                 | 66               | 17                   |